# محمد غول
محمد غول (بالإنجليزية: Muhammad Gul)‏ هو مصارع رياضي باكستاني، ولد في 4 مايو 1959.

## وصلات خارجية
- محمد غول على موقع قاعدة بيانات المصارعة الدولية (الإنجليزية)
- محمد غول على موقع أوليمبيديا (الإنجليزية)